# Chloephaga
Chloephaga Eyton, 1838 è un genere di uccelli della famiglia degli Anatidi. In tale genere vengono riuniti un certo numero di Tadornini viventi nel Sudamerica, noti anche col nome comune di bernacce, alcuni dei quali popolano o hanno popolato, riuniti in stormi spesso imponenti, le pianure erbose dell'emisfero australe.

## Descrizione
Un esemplare particolarmente robusto, dall'aspetto apparentemente tozzo, è l'oca delle Ande (Chloephaga melanoptera), con lo specchio delle ali di uno splendente colore rosso-violetto; maschi e femmine hanno la stessa colorazione, così come avviene nell'oca testagrigia (Chloephaga poliocephala), diffusa nel Cile meridionale, in Argentina e nella Terra del Fuoco, e nell'oca testarossiccia (Chloephaga rubidiceps), vivente nella Terra del Fuoco e nelle isole Falkland. La specie più nota, l'oca di Magellano (Chloephaga picta), è caratterizzata da una netta differenza di colorazione nel piumaggio dei due sessi: il capo, il collo e la regione pettorale, infatti, sono bianchi nei maschi, mentre hanno una tinta rosso-bruna nelle femmine; in queste ultime, inoltre, il petto è solcato da linee scure. Nella sottospecie più piccola (Chloephaga picta picta) le striature sul petto si osservano anche in taluni maschi. Ancora più vistosa è la differenza di colorazione che si osserva nell'oca del kelp (Chloephaga hybrida), diffusa essa pure nel Sudamerica; i maschi hanno la livrea candida, mentre le femmine sono grigio-brune. Nei giardini zoologici questa specie viene allevata solo in casi rarissimi a causa della sua alimentazione estremamente specializzata, costituita in prevalenza da alghe.

## Tassonomia
Il genere Chloephaga comprende le seguenti specie:
- Chloephaga hybrida (Molina, 1782) - oca del kelp
- Chloephaga melanoptera (Eyton, 1838) - oca delle Ande
- Chloephaga picta (Gmelin, 1789) - oca di Magellano
- Chloephaga poliocephala Sclater, 1857 - oca testagrigia
- Chloephaga rubidiceps Sclater, 1861 - oca testarossiccia